# Societat Catalana d'Herpetologia
La Societat Catalana d'Herpetologia (SCH) va ser fundada el 1981 amb el nom de Societat Catalana d’Ictiologia i Herpetologia i té la seu al Museu de Zoologia de Barcelona.
El seu àmbit de treball és l'herpetofauna dels Països Catalans, especialment a l'àmbit de la divulgació i en campanyes de protecció locals, però també publica altres projectes adreçats a l'àrea Mediterrània.
Agrupa els herpetòlegs aficionats com professionals i impulsa la difusió de l’activitat científica, la formació i sensibilització al públic general, amb l'objectiu de fomentar el coneixement i el respecte envers els amfibis i els rèptils. També promou i participa en projectes de conservació d’espècies vulnerables o amenaçades de la nostra herpetofauna.
La SCH dona prioritat a la divulgació herpetològica en català i a l’ús de llengua catalana com a vehicle de comunicació científica.

## Projectes
Ha col·laborat amb el Parc Natural de Collserola en la recuperació d’amfibis i els rèptils d’aquest espai. Entre els projectes en curs més significatius que ha dut a terme la SCH cal destacar per ordre cronològic invers: L' Erradicació del cranc roig americà (Procambarus clarkii) de les basses de Can Llac (Santa Cristina d’Aro). (2020 -); Restauració d’una bassa i afavoriment de la biodiversitat a Can Parcala, Cabrera de Mar. (2020 -); Consciència herpetològica: valoració i actuació per protegir els amfibis i rèptils i els seus hàbitats (2020 -); Seguiment periòdic i avaluació de la funcionalitat i eficàcia dels passos de fauna i la barrera anti atropellament d’amfibis a l'Estany de la Cardonera i l'Estany d’en Pous (2021-); Restauració dels mulladius de l'Albera (2020 -); Estat de les poblacions de tritó pirinenc (Calotriton asper) presents en torrents i estanys de les comarques de Girona (2018-); Seguiment d'amfibis al Parc Natural de la Serra de Collserola (2017 -); Microreserva herpetològica a la finca en custòdia de Can Planes (Molins de Rei, Baix Llobregat); Recuperació del gripau d’esperons al Parc de la Serralada Litoral i al Baix Maresme. (2017-) i al Pla de la Selva (Vall Ferrera) (2016 -); Monitorització de masses d’aigua en l’àmbit del projecte Segarra–Garrigues (2016-); Recuperació del tritó verd (Triturus marmotatus) a les serralades de Marina i Litoral (2010-); Avaluació de la situació de la granota temporaria a l'Albera (2010 -); Seguiment de l'estat ecològic i el poblament d'amfibis al Pantà de Vallvidrera (2010-).
Altres projectes acabats a destacar: Seguiment de les poblacions del tòtil i altres amfibis a Manresa (2019); Restauració de l'espai natural de la Font Jordana (Sant Quirze i Sant Silvestre de Valleta) a Serra de l'Albera (2019); Herpetofauna i bioseguretat: eines educatives i bones pràctiques per al voluntariat ambiental (2018); Llibera Sant Feliu: creació d'una bassa semipermanent per la conservació de les poblacions de fauna aquàtica a Sant Feliu de Guíxols (Girona) (2018-2019); La salamandra a Gallecs: creació d’un nou punt de reproducció per amfibis a la plana vallesana i estudi de colonització d’una nova metapoblació (2018-2019); La quitridiomicosi a la comunitat d’amfibis del Massís de les Gavarres. (2017-2018); Estat ecològic de la Rierada, amb especial incidència del barb cua roig (Barbus haasi) i els amfibis (2017-2018); Projecte Basses: Estudi i conservació de zones humides dels espais naturals de la Xarxa Natura 2000 de la plana de Lleida (2012-2013), i la Biodiversitat d’amfibis a les basses urbanes i periurbanes de Girona. (2012-2013).

## Publicacions
La Societat publica una revista científica "Butlletí" (1982-), una revista de divulgació "Fulletó" i de forma no periòdica els Treballs de la Societat, monografies especialitzades.
Anualment organitza congressos "Jornades Herpetològiques catalanes" (1987-) i atorga premis de reconeixement a persones destacades en el món de l'herpetologia.